# Thomas Campbell (präst)

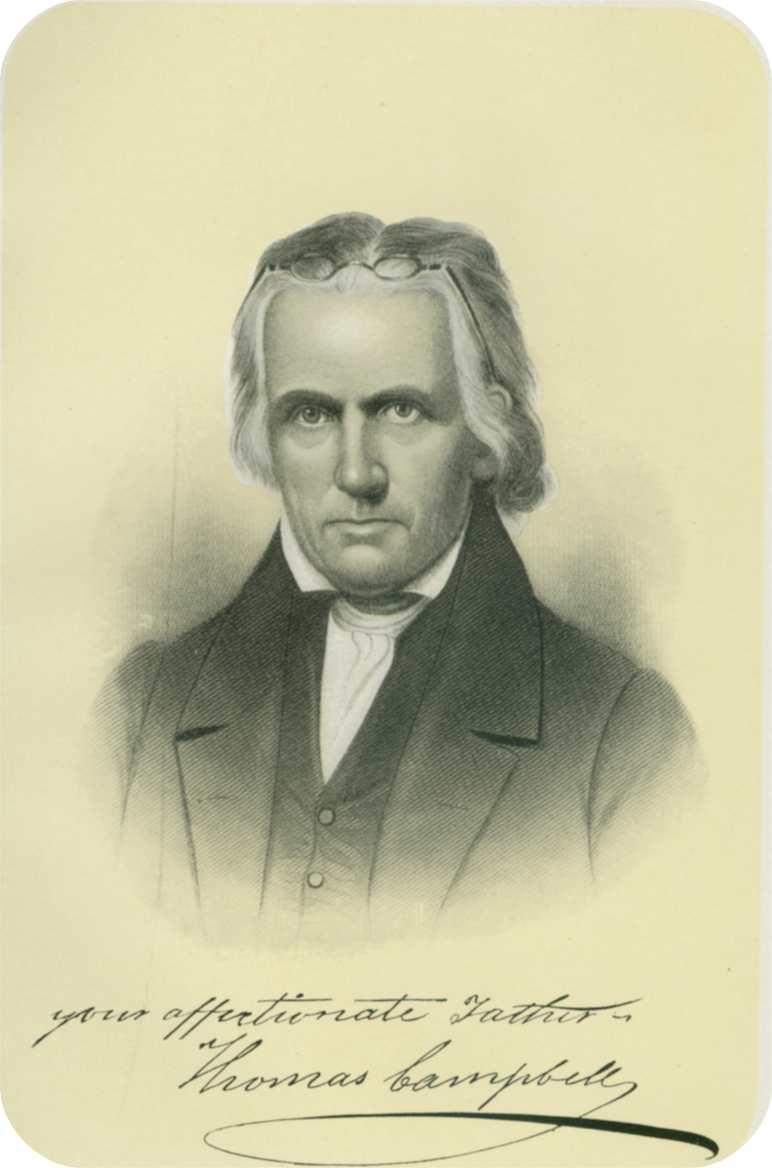
Thomas Campbell

Thomas Campbell, född den 1 februari 1763, i County Down, Irland, död den 4 januari 1854 i Bethany i nuvarande West Virginia, var en kristen reformator.
Campbell tjänstgjorde som presbyteriansk präst och flyttade 1807 från Skottland till Pennsylvania i USA. Där klandrades han av samfundsledningen för att ha tillämpat ett öppet nattvardsbord, där även icke-presbyterianer fick delta.
År 1808 bildade Campbell och hans anhängare (däribland sonen Alexander Campbell) det Kristna sällskapet i Washington, Pennsylvania. Denna grupp bildade församlingen i Brush Run, som 1815 gick upp i den närbelägna baptistförsamlingen. Campbell kom dock till andra slutsatser i vissa lärofrågor än baptisterna och 1830 bröt man alla formella band med dessa och kallade sig bara för "Lärjungar".
Campbell predikade kristen enhet och förklarade att: "Kristi församling på jorden är en - till natur, mål och uppkomst."
Denna tes kom att vara en av de grundläggande för den reformationsrörelse som växte fram till följd av hans och andras förkunnelse.